# Абдуллаева, Хикоят
Хикоят Абдуллаева (узб. Hikoyat Abdullayeva; 1918 — ?) — доярка колхоза им. Сталина Калининского района Ташкентской области, Узбекская ССР. Герой Социалистического Труда (1957).

## Биография
В послевоенное время трудилась дояркой в колхозе имени Сталина (позднее — имени 40-летия Узбекской ССР) Калининского района. Ежегодно показывала высокие результаты по надою молока.
В 1947 году получила в среднем с каждой фуражной коровы по 1700 килограмм молока, в 1952 году — по 3541 килограмм, в 1956 году — по 5874 килограмм. Указом Президиума Верховного Совета СССР «О присвоении звания Героя Социалистического Труда колхозникам, колхозницам, работникам машинно-тракторных станций, совхозов, партийным и советским работникам Узбекской ССР» от 11 января 1957 года удостоена звания Героя Социалистического Труда за «выдающиеся успехи, достигнутые в деле развития советского хлопководства, широкое применение достижений науки и передового опыта в возделывании хлопчатника и получение высоких и устойчивых урожаев хлопка-сырца» с вручением ордена Ленина и золотой медали «Серп и Молот».
Неоднократно участвовала в работе Всесоюзной сельскохозяйственной выставки. Награждена Большой золотой медалью выставки (постановление 33-н от 14.02.1958), Малой золотой медалью (постановление 19-н от 10.01.1957) и Большой серебряной медалью (постановление 176-н от 13.04.1955).
Дальнейшая судьба неизвестна.